# Percnia confusa
Percnia confusa är en fjärilsart som beskrevs av W. Warren 1894. Percnia confusa ingår i släktet Percnia och familjen mätare. Inga underarter finns listade i Catalogue of Life.